# Австралийский питон Рамсея
Австралийский питон Рамсея (лат. Aspidites ramsayi) — змея из рода черноголовых питонов. 
Назван в честь австралийского орнитолога Эдварда Пирсона Рамсея.

## Описание

### Внешний вид
Длина тела 1,5, максимум — 2,7 м. Окраска желтовато-коричневая, хребет более тёмный. Поперёк тела частые красно-коричневые полосы. Голова красная. Дорзальные чешуйки небольшие и гладкие, с 50—65 рядами в середине тела. Вентральные чешуйки насчитывают 280—315 единиц, с неразделённой анальной пластиной и 40—45 в основном одиночными субкаудальными чешуйками. Некоторые из задних подколебаний могут быть нерегулярно разделены.
Цвет может быть бледно-коричневого до почти черного. Шаблон состоит из основного цвета, который варьируется от среднего коричневого и оливкового до более светлых оттенков оранжевого, розового и красного цветов, наложенных на темные полосатые или пятнистые маркировки. Живот кремовый или светло-желтый с коричневыми и розовыми пятнами. Масштабы вокруг глаз обычно более тёмного цвета, чем остальная часть головы.
A. ramsayi может достигать общей длины 2,3 м (7,5 фута), с длиной режущей кромки 2,0 м (6,6 фута).
Змеям рода Aspidites не хватает теплочувствительных ям всех других питонов. A. ramsayi похож по внешнему виду на A. melanocephalus, но без явной шеи. Окраска или желание найти этот вид может привести к путанице с ядовитыми видами Pseudonaja nuchalis, широко известными как gwardar. [2]

### Распространение и места обитания
Обитает от Квинсленда и Нового Южного Уэльса на западе через центральную Австралию до юго-западной её оконечности.
Живёт в ксерофитных лесах и зарослях. Активен ночью.

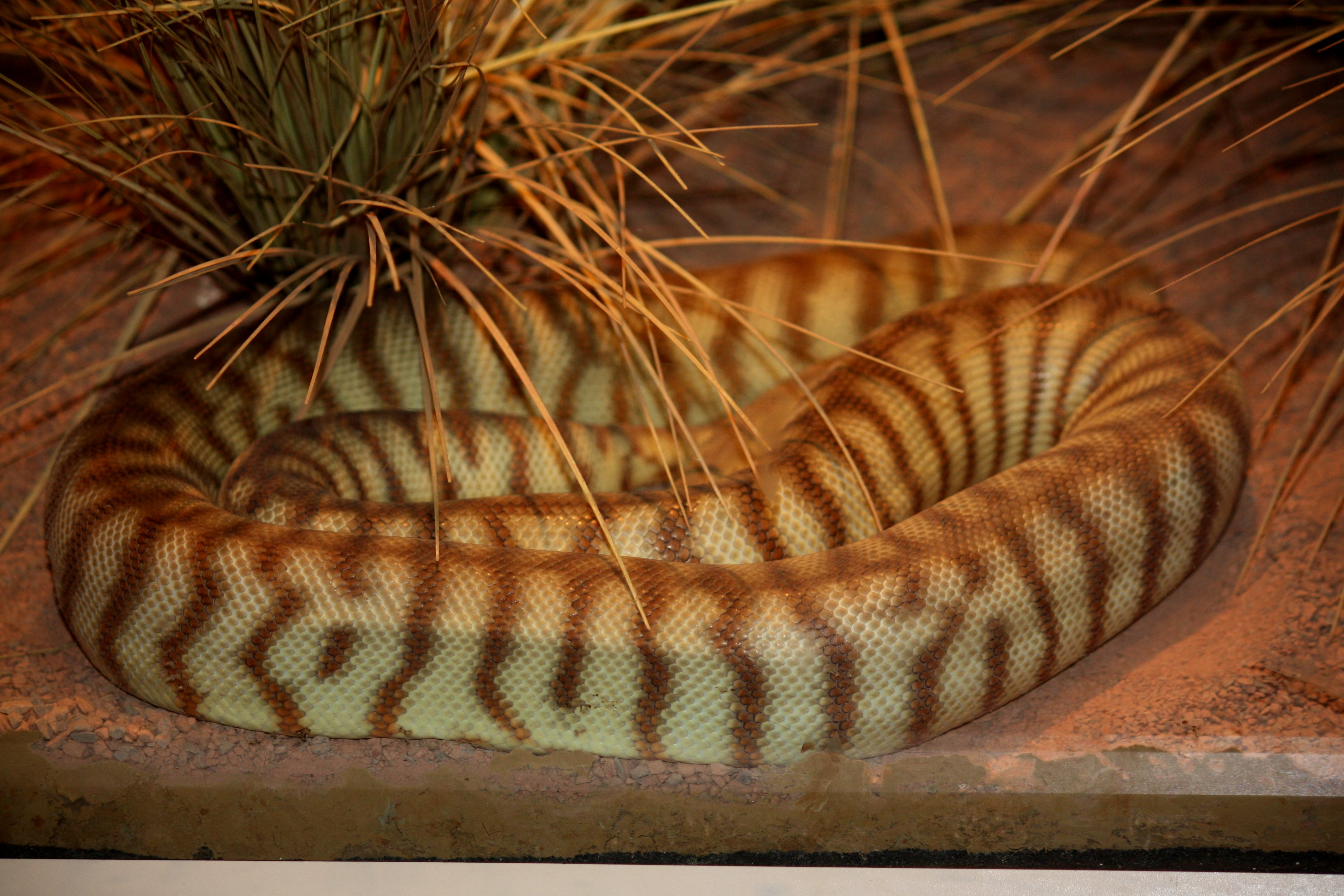

### Питание
Кормится млекопитающими, птицами и пресмыкающимися.

### Размножение
Яйцекладущий вид.Овальные, с 5—20 яйцами на муфту, самки остаются свернутыми вокруг своих яиц, пока они не вылупляются, причем период инкубации длится 2—3 месяца. Взрослая самка около 4—5 лет и 5 футов (около 1,5 м) в общей длине обычно содержит около 11 яиц.